# Dolores Ruiz-Ayúcar
María Dolores Ruiz-Ayúcar Zurdo (Ávila, 1945) es una política española perteneciente al PP, alcaldesa de Ávila entre 1995 y 1999 y procuradora en las Cortes de Castilla y León.

## Biografía
Dolores Ruiz posee los títulos de Magisterio, Graduado Social y Trabajo Social. 
Ha sido jefa de Servicio de Servicios Sociales de la Diputación Provincial de Ávila y coordinadora de Servicios Sociales en la Diputación Provincial de Ávila. En 1991, cuando el alcalde era Ángel Acebes fue nombrada concejala de Bienestar Social en el ayuntamiento de Ávila (1991-1995). Posteriormente, fue alcaldesa de esa misma ciudad entre 1995 y 1999. Fue procuradora de las Cortes de Castilla y León por la provincia de Ávila en la V, VI y VII legislaturas autonómicas.